# Vinos de Rumanía

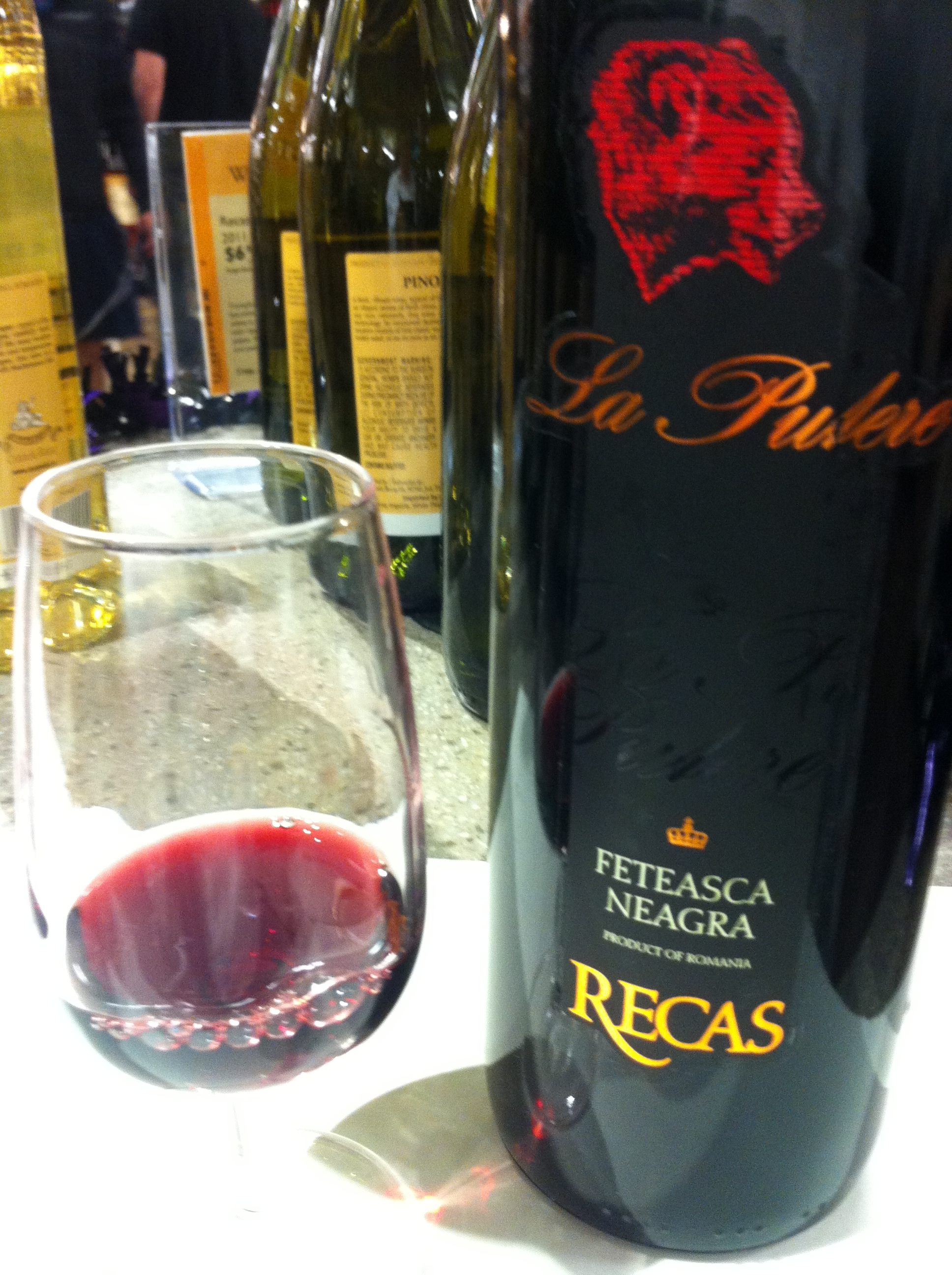
Un Fetească neagră de Recaș

La viticultura en Rumanía tiene una larga historia y produce vinos con varias variedades de uva autóctonas poco conocidas en el extranjero. Rumanía es uno de los mayores productores de vino del mundo, el primero entre los países de Europa Central y Oriental y el quinto entre el conjunto de países europeos productores, después de Italia, Francia, España y Alemania. Forma parte de la Organización Internacional de la Viña y el Vino. Rumanía cuenta con unas 190.000 hectáreas dedicadas al viñedo (2016), y en 2018 produjo alrededor de 5,2 millones de hectolitros de vino.
La industria vitivinícola rumana es comparable en tamaño a la de países como Chile o Portugal, aunque es menos conocida a nivel mundial. En los últimos años, Rumanía ha atraído a muchos empresarios europeos y compradores de vino, a causa de los precios asequibles tanto de las viñas como de los vinos en comparación con otros países productores como Francia, Alemania e Italia.
Las variedades de uva más cultivadas en Rumanía son, para los vinos blancos, Fetească Albă, Fetească Regală, Riesling, Aligoté, Sauvignon, Moscatel, Pinot Gris, Chardonnay, Tămâioasă Românească, Grasă de Cotnari y Galbenă de Odobești. Las principales variedades de uva para los vinos tintos son Merlot, Cabernet Sauvignon, Băbească Neagră, Fetească Neagră y Pinot Noir.

## Historia

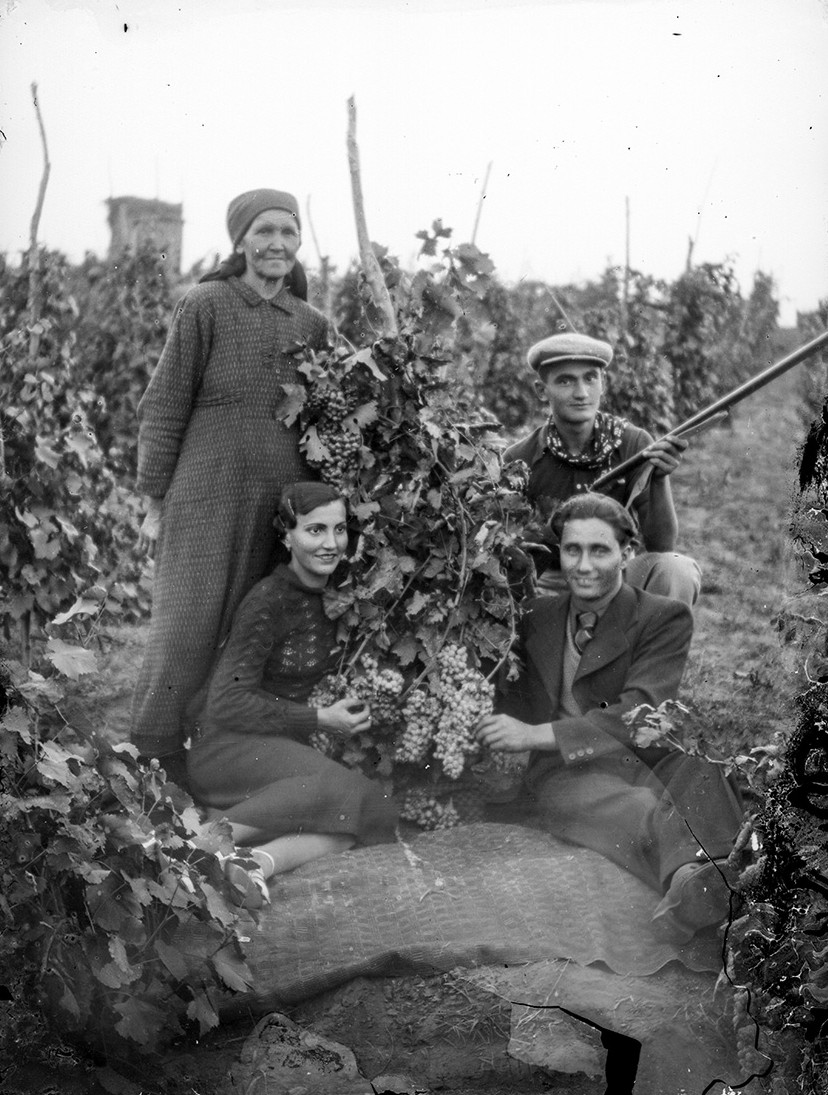
Familia de viticultores del distrito de Ialomița, hacia 1940.

Rumanía es una de las zonas vitivinícolas más antiguas de Europa. Se cree que la viticultura llegó a los dacios a través de las colonias griegas del Mar Negro.  El historiador Heródoto ya mencionaba el comercio de vino en la costa del Mar Negro, en la actual Dobruja. La viticultura se desarrolló durante la época romana, desde la conquista del emperador Trajano en el año 106 hasta la invasión bárbara del 256, para abastecer a las tropas (legiones y auxiliares) de guarnición y a las poblaciones romanizadas de la provincia de la Dacia. Durante la crisis del siglo III, el Imperio Romano perdió la Dacia a manos de los carpos y los godos (evacuación parcial bajo Galieno en 260-268, total bajo Aureliano en 271-272).
Durante la Edad Media, la colonización de los sajones de Transilvania introdujo las variedades de uva germánicas (aún presentes hoy: welschriesling y traminer) y el gusto por los vinos blancos dulces (la mayoría de los vinos rumanos son blancos semisecos). Posteriormente, en el siglo XVIII, la reina María Teresa de Austria introdujo en el país a los actuales suabos del Banato, que contribuyeron notablemente al desarrollo de la viticultura rumana. Los estragos causados por la  filoxera a finales del siglo XIX favorecieron la llegada de variedades de uva de origen francés (primero sauvignon, cabernet sauvignon y pinot noir, posteriormente merlot).
Al igual que en todos los países del bloque oriental, los viticultores vieron confiscadas sus tierras durante el periodo comunista (de 1945 a 1989), y las pequeñas propiedades individuales fueron sustituidas por grandes explotaciones estatales (conocidas como "cooperativas"). Tras la Revolución de 1989, estas vastas estructuras de producción fueron subastadas por el Estado rumano (los descendientes de los antiguos viticultores, que reclamaron sus tierras, recibieron una modesta indemnización). Desde la década de 1990, se han instalado en Rumanía varios viticultores extranjeros, atraídos por los bajos precios de las tierras y el bajo coste de la mano de obra.

## Clima
Rumanía pertenece a la zona del clima templado, en la zona de vientos del oeste, y se encuentra en la misma latitud que Francia. Sin embargo, debido a la barrera natural que forman los Cárpatos, las distintas partes del país difieren desde el punto de vista climático. Transilvania (al oeste de los Cárpatos) se caracteriza por un clima más húmedo y frío al estar expuesta a los vientos atlánticos. Sin embargo, los Cárpatos impiden que éstos alcancen el este y el sur del país. En Moldavia (al este de los Cárpatos) predomina un clima continental, con estaciones muy marcadas: los inviernos son fríos y con nieve, mientras que los veranos son calurosos. Esta región está expuesta a las corrientes de aire frío procedentes de Ucrania. Existen influencias mediterráneas en Valaquia (al sur de los Cárpatos) y, en mayor medida, en Dobruja.
Las temperaturas medias anuales varían dentro de Rumanía entre 11 °C en el sur y 8 °C en el norte, a pesar de los duros inviernos. Por ello, la temperatura durante el periodo de crecimiento de las vides es comparativamente alta.

## Regiones productoras

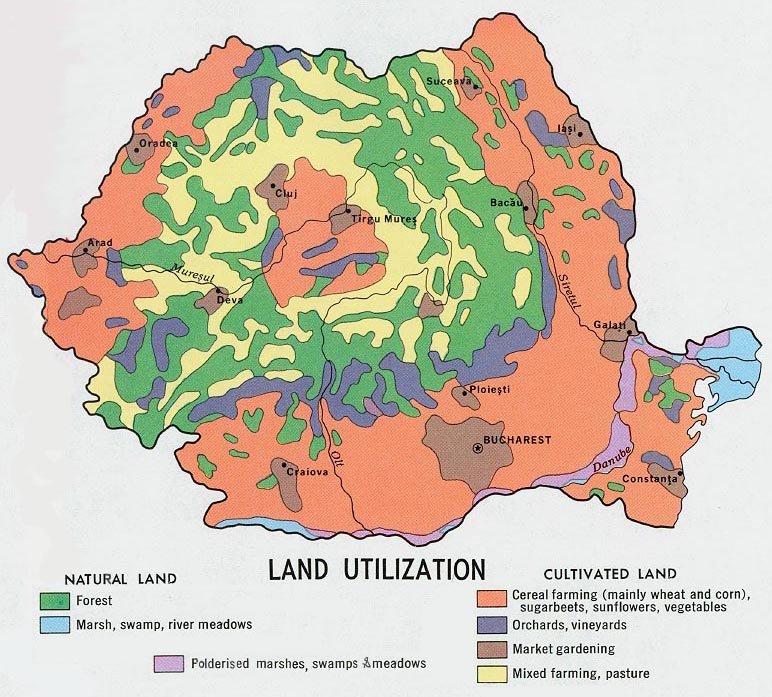
Mapa del uso del suelo en Rumanía en 1970: los viñedos aparecen en color púrpura.

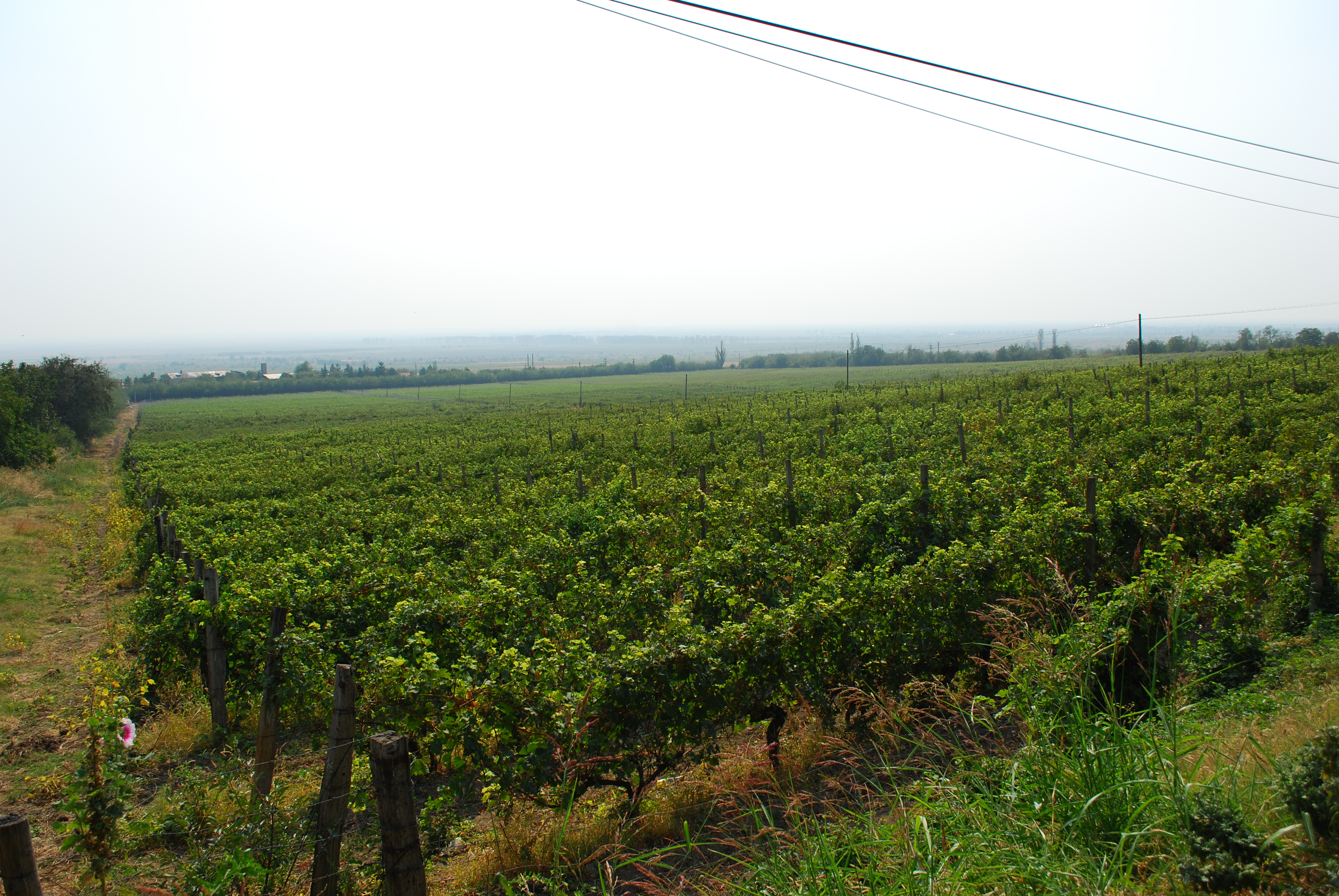
Viñedos en Pietroasele (distrito de Buzău, Muntenia).

Existen cuatro grandes regiones vitivinícolas: Transilvania, Valaquia, Moldavia y Dobruja.
- Transilvania, principalmente en la meseta central:
  - en Ardeal, especialmente en el valle del Târnava (Mediaș), en el del Bistrița (Lechința), alrededor de Alba Iulia y Aiud;
  - en el Banato: Recaș, Baziaș, Dealul Tirolului y Moldova Nouă;
  - en Crișana: Miniș, Podgoria Aradului y Biharia;
  - en Maramureș: Silvania y Valea lui Mihai.
- Valaquia, principalmente a lo largo de las estribaciones meridionales de los Cárpatos, extendiéndose en ocasiones hacia la llanura:
  - en Muntenia: Dealurile Buzăuliu, Dealul Mare, Ştefănești y Sâmburești;
  - en Oltenia: Drăgășani, Crușețu, Corcova, Podgoria Severinului y Sadova-Corabia.
- Moldavia (región rumana, no confundir con la República de Moldavia):
  - a lo largo de las estribaciones de la curva de los Cárpatos: Panciu, Odobești y Cotești;
  - y en la meseta: Ivești, Nicorești, Zeletin, Dealu Bujorului, Colinele Tutovei, Huși, Iași y Cotnari.
- Dobruja, principalmente en el borde de la meseta: Murfatlar en el centro, alrededor de Constanța, Babadag y Sarica-Niculițel más al norte.

## Variedades de uva

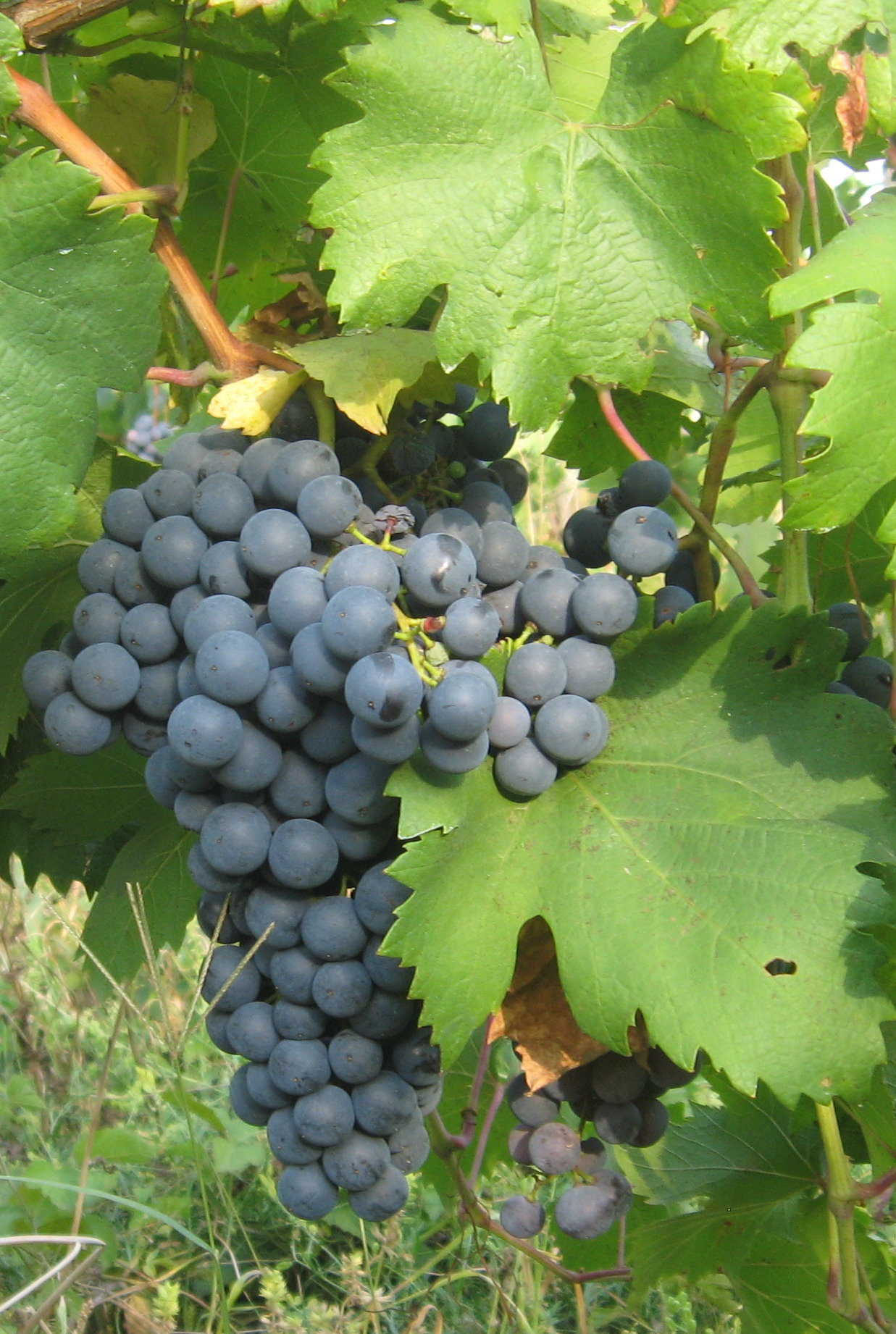
Un racimo de Băbească Neagră

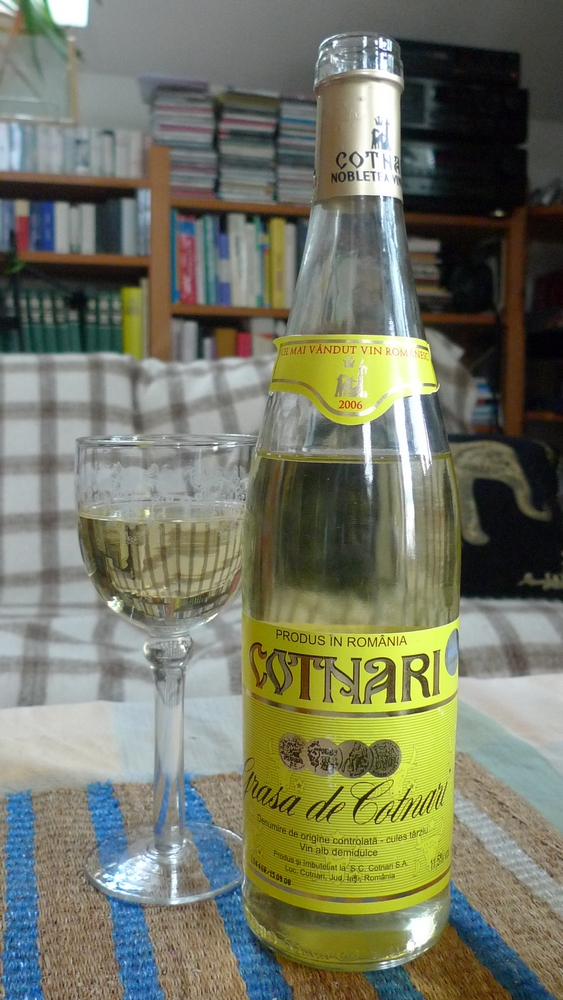
Botella de Grasă de Cotnari de Moldavia.

En Rumanía se cultiva una gran variedad de uvas, muchas de ellas autóctonas.

### Variedades de uva blanca
- Origen rumano: Silvaner, Fetească Albă, Fetească Regală, Frâncușă, Grasă de Cotnari, Tămâioasă Românească, Crâmpoșie, Zghihară de Huși, Șarbă, Plăvaie, Mustoasă de Măderat.
- Origen extranjero: Chardonnay, Traminer, Muscat Ottonel y Pinot Gris.

### Variedades de uva tinta
- Origen rumano: Băbească Neagră, Fetească Neagră, Busuioacă de Bohotin, Negru de Drăgășani.
- Origen extranjero: Cabernet Sauvignon, Merlot, Pinot Noir y Syrah.

## Normativa
La legislación vinícola rumana clasifica los vinos según el color (blanco, rosado o tinto), la cantidad de azúcar (seco, semiseco, semidulce o dulce) y, sobre todo, el grado de alcohol:
- vinuri pentru consumul curent, vinos de consumo diario:
  - vin de masă, vino de mesa (VM, graduación alcohólica de 8,5 a 9,5% vol.);
  - vin de masă superior, vino de mesa superior (VMS, por encima del 9,5% vol.);
- vinuri de calitate, vinos de calidad:
  - vinuri de calitate superioară sau IG - indicatie geografică, vinos de calidad superior con  indicación geográfica protegida (IGP);
  - vinuri cu denumire de origine controlată, vinos con denominación de origen controlada (DOC, al menos 10,5% vol.);
    - denumire de origine controlată și trepte de calitate, vinos con denominación de origen controlada y grados de calidad (DOCC);
      - vinuri din struguri culeși la maturitate deplină, con uvas cosechadas en plena madurez (DOCC-CMD);
      - vinuri din struguri culeși târziu , con uvas de cosecha tardía (DOCC-CT);
      - vinuri din struguri stafidiți si cu putregai nobil, vinos botritizados afectados por la podredumbre noble (DOCC-CIB).

En función de su contenido de azúcar, los vinos pueden ser:
- seci (secos): contenido de azúcar de hasta 4 g/l;
- semiseci (semisecos): contenido de azúcar entre 4,01 g/l y 12 g/l;
- semidulci (semidulces): contenido de azúcar entre 12,01 g/l y 50 g/l;
- dulci (dulces): contenido de azúcar superior a 50 g/l.

Desde 1993, la Oficina Nacional de Denominaciones de Origen para el Vino (Oficiul Național al Denumirilor de Origine pentru Vinuri, ONDOV) gestiona 132 denominaciones de origen.

## Bodegas
- Alira
- Avincis
- Casa de Vinuri Ștefănești
- Casa Isărescu
- Catleya Corcova
- Corcova Roy Dâmboviceanu
- Cotnari Casa de Vinuri
- Crama Andronic
- Crama Aramic
- Crama Atelier
- Crama Basilescu
- Crama Bauer
- Crama Budureasca
- Crama Carastelec
- Crama Ceptura (desde 2005)
- Crama Daiconi
- Crama Darie
- Crama Dealul Dorului
- Crama Delta Dunării - La Sapata
- Crama Dobra
- Crama Familiei Hetei
- Crama Fort Silvan
- Crama Frâncu
- Crama Gîrboiu
- Crama Hermeziu
- Crama Jelna
- Crama La Salina
- Crama Nachbil
- Crama Oprișor
- Cramele Recaș
- Crama Rătești
- Crama Rasova
- Crama Tata și Fiul
- Crama Terra Natura
- Crama Thesaurus
- Davino
- Divine Area
- Domeniul Ciumbrud
- Domeniile Clos des Colombes
- Domeniul Coroanei Segarcea
- Domeniile Dealu Mare Urlați
- Domeniile Franco - Române
- Domeniile Sara

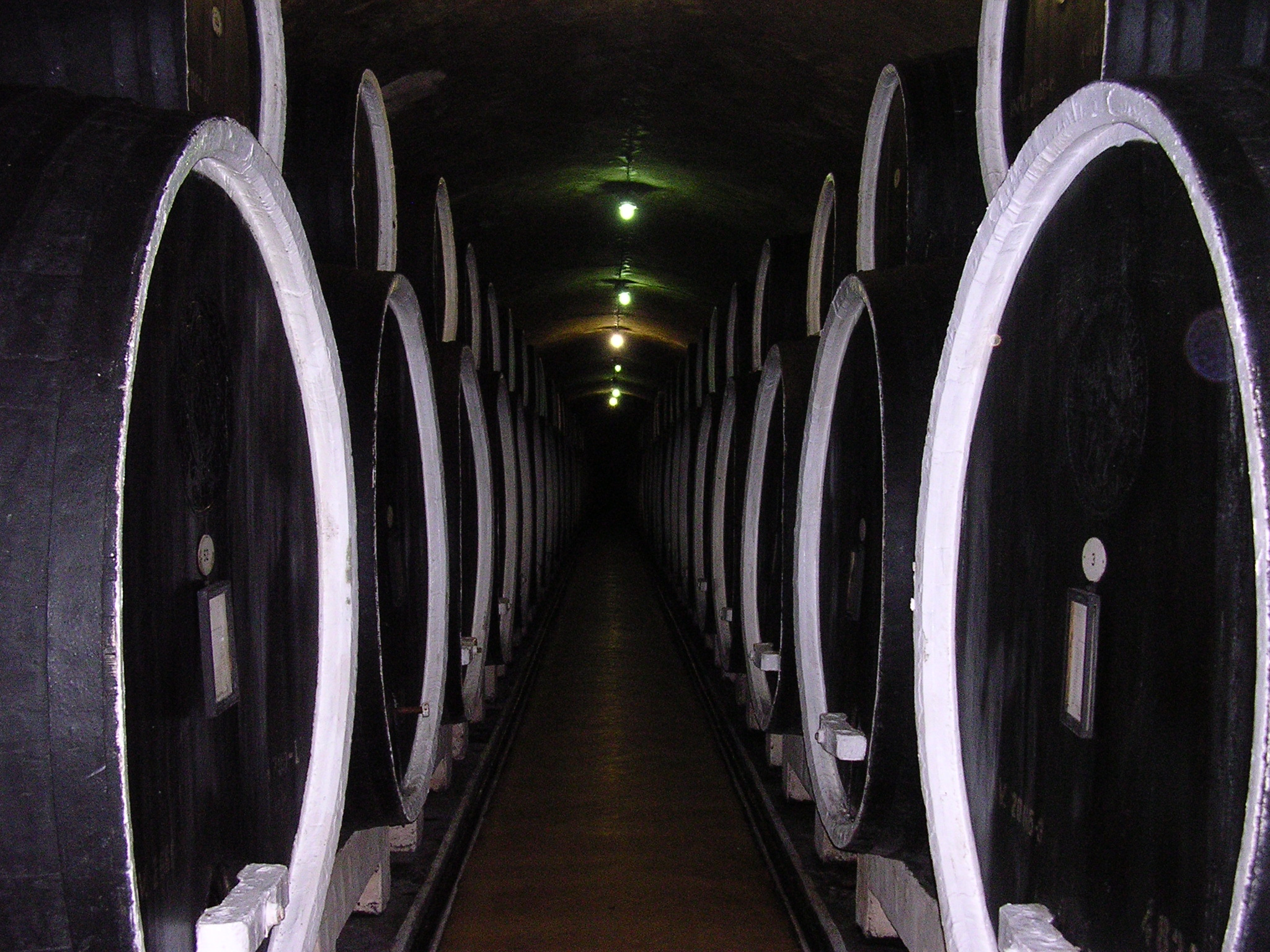
Una bodega en Cotnari.

- Domeniile Săhăteni - Aurelia Vișinescu
- Domeniile Tohani
- Domeniul Bogdan
- Domeniul Vlădoi
- Elite Wine
- Familia Petru
- Casa Olteanu
- Halewood România
- Jidvei
- LacertA Winery
- Licorna Winehouse
- Liliac
- Negrini
- Ostrovit
- Petro Vaselo
- Pivnițele Birăuaș
- Podgoria Silvania
- Rotenberg
- Senator Wine
- Serve
- Știrbey
- Veritas Panciu
- Via Viticola - Sarica Niculițel
- Villa Vinea
- Viile Metamorfosis
- Vinarte
- Vincon Vrancea
- Vinia
- Wine Princess - Balla Geza